# Stanisław Slaski
Stanisław Slaski (w zakonie Franciszek) (ur. w 1725, zm. 11 listopada 1788 w Jodłowniku) – dominikanin, teolog, wykładowca studium dominikańskiego w Krakowie, zarządca zakonnych dóbr Jodłownik.
Pochodził z rodu Slaskich herbu Grzymała. Był synem Franciszka Slaskiego i Maryanny Dembińskiej herbu Nieczuja, córki Piotra Dembińskiego kasztelana bieckiego, bratem Adama Slaskiego, pułkownika Wojsk Koronnych.
Dominikanin, do zakonu wstąpił w 1745 w Krakowie, był (wraz z rodziną) jednym z ważniejszych dobrodziejów tego zakonu. Jego herb jest jednym z 9 herbów umieszczonych na elewacji kościoła św. Trójcy w Krakowie. Niektóre z ufundowanych przez niego przedmiotów zachowały się do dziś w Skarbcu Dominikanów w Krakowie.
Studiował w Paryżu. Po powrocie do Krakowa nostryfikował lektorat. Kilkanaście lat później uzyskał stopień STP.
Był m.in. wykładowcą studium dominikańskiego w Krakowie. Przez kilkanaście ostatnich lat życia był administratorem rozległych dóbr Jodłowniku, majątku dominikanów krakowskich, gdzie był uważany za bardzo dobrego gospodarza. Pochowany został u OO. Cystersów w Szczyrzycu.